# Roberto Zanetti (pianista)
Roberto Zanetti (Lazise, 7 giugno 1957) è un pianista e compositore italiano.

## Biografia
Inizia la sua attività come chitarrista di piccole realtà locali. Nel 1991 consegue il diploma in Musica Corale e Direzione del coro presso il conservatorio E.F. Dall'Abaco di Verona sotto la guida del maestro Antonio Zanon.
L'approfondimento della cultura musicale afroamericana avviene presso la scuola civica musicale di Milano sotto la guida dei Maestri Enrico Intra e Sante Palumbo e prosegue con la frequenza di seminari e corsi specializzati (Berklee Summer School at Umbria Jazz, Barry Harris Workshops) che sono i catalizzatori di uno studio costante e assiduo delle sonorità jazz.

### Musica
Durante gli anni 2000 collabora con molti jazzisti italiani quali Angelo Peli, Valerio Abeni, Andrea Olivi, Lorenzo Conte, Bruno Marini, Mauro Ottolini, Luca Boscagin, Paolo Mappa e con il sassofonista americano Steve Potts.
Gli incontri con il contrabbassista Luca Pisani nel 2006, e successivamente con il batterista Massimo Chiarella, rappresentano un punto fermo nella sua carriera, con questi musicisti stabilisce infatti una solida collaborazione che si traduce nell'incisione di un primo disco dedicato alla scuola musicale di Duke Ellington e Thelonious Monk, dal titolo My Monk che trova buoni riscontri nella stampa nazionale qualificata. 
Nel 2013 il trio torna in sala d'incisione con la speciale partecipazione del sassofonista P. Tonolo per incidere Minor Time, una raccolta di brani originali, distribuita anche su iTunes.

### Teatro
Nel 2011, in collaborazione con il giovane attore e scrittore Nicolò Sordo, cura la messa in scena dello spettacolo teatrale The Zizzi's Howl, dove i migliori testi della letteratura Beat si sposano con la musica jazz. 
Da questa esperienza è stato tratto un cortometraggio dall'omonimo titolo, per la regia di Tobia Passigato .

## Discografia
- Lucky Reunion (1993) (R. Zanetti, S. Bertasi)
- Zizzi live (1999) (R. Zanetti, S. Bertasi, L.Boscagin, B. Marini, M. Ottolini, C.Valbusa)
- Grooving Boogaloo (2003) (R. Zanetti, A. Girardi, D. Recchia)
- Garda Live (2007) (Steve Potts, R.Zanetti M.Chiarella,L. Pisani)
- My Monk (2010) (R.Zanetti, M. Chiarella,L. Pisani)
- Minor Time (2014) (R.Zanetti, M.Chiarella, L.Pisani ospite il saxofonista Pietro Tonolo)